# Айхсфельд
А́йхсфельд (Эйхсфельд, нем. Eichsfeld, [ˈaɪçsfɛlt]) — исторический регион на юго-востоке Нижней Саксонии и северо-западе Тюрингии между Гарцем и Веррой. Наиболее крупные населённые пункты — города Дингельштедт, Дудерштадт, Хайльбад-Хайлигенштадт и Лайнефельде-Ворбис.
Современный район Айхсфельд назван по историческому региону, но не включает в себя все населённые пункты исторического Айхсфельда. В честь Айхсфельда назван астероид (442) Айхсфельдия, открытый в 1899 году.